# South Park Rally
South Park Rally är ett racingspel till PlayStation, PC/Windows, Nintendo 64 och Dreamcast baserat på karaktärerna ur tv-serien South Park. Spelet utvecklades av Tantalus Interactive och gavs ut av Acclaim januari 2000.